# River-Klasse (2030er)
Die River-Klasse ist eine Klasse von geplant 15 Zerstörern der Royal Canadian Navy. Ihre Auslieferung soll in den frühen 2030er Jahren beginnen, wobei ihre Hauptaufgabe die U-Boot-Jagd sein wird. Die Schiffsklasse ist eine Variante der britischen Fregatten der City-Klasse. Gebaut wird sie auf der Halifax Shipyard von Irving Shipbuilding.

## Geschichte
Die Auswahl des Global Combat Ships von BAE Systems für die neue Schiffsklasse im Rahmen des Projekts „Canadian Surface Combatants“ (CSC) wurde Mitte Oktober 2018 durch Kanadas Regierung bekanntgegeben.
Der Baubeginn von Testbaugruppen erfolgte im Juni 2024, noch bevor der hauptsächliche Bauvertrag im März 2025 mit Irving Shipbuilding Inc. geschlossen wurde.

## Einheiten
Die ersten drei Einheiten sind nach den drei großen Strömen benannt, die in den drei an Kanada grenzenden Weltmeeren münden. 
| Kennung | Name          | Stapellauf | Indienststellung | Heimathafen | Verbleib               |
| ------- | ------------- | ---------- | ---------------- | ----------- | ---------------------- |
| D-      | Fraser        |            |                  |             | Baubeginn geplant 2025 |
| D-      | Saint-Laurent |            |                  |             | geplant                |
| D-      | Mackenzie     |            |                  |             | geplant                |